# Seznam planetárních mlhovin
Toto je seznam planetárních mlhovin severní a jižní oblohy.

## Severní obloha
| - IC 3568 (Cam) - M 2-9 Motýlí mlhovina (Oph) - NGC 40 (Cep) - NGC 246 (Cet) - NGC 2346 (Mon) - NGC 2359 Kachní mlhovina (CMa) - NGC 2392 Mlhovina Eskymák (Gem) - NGC 3242 Duch Jupitera (Hya) - NGC 3587 Soví mlhovina (UMa) |  | - NGC 6210 (Her) - NGC 6302 Hmyzí mlhovina (Sco) - NGC 6369 Mlhovina Dušička (Oph) - NGC 650/651 Malá činka (Per) - NGC 6543 Kočičí oko (Dra) - NGC 6572 (Oph) - NGC 6720 Prstencová mlhovina (Lyr) - NGC 6751 (Aql) - NGC 6826 Blikající mlhovina (Cyg) |  | - NGC 6853 Mlhovina Činka (Vul) - NGC 7009 Mlhovina Saturn (Aqr) - NGC 7027 (Cyg) - NGC 7293 Mlhovina Helix (Aqr) - NGC 7662 (And) - Pease 1 (Peg) - mlhovina Vajíčko (Cyg) |

## Jižní obloha
| - Hen-1357 Mlhovina Stingray (Ara) - IC 418 Mlhovina Spirograf (Lep) - IC 4406 (Lup) - Menzel 1 (Nor) - Menzel 3 Mravenčí mlhovina (Nor) - MyCn 18 Mlhovina Přesýpací hodiny (Mus) |  | - NGC 2438 (Pup) - NGC 2440 (Pup) - NGC 2867 (Car) - NGC 3132 (Vel) - NGC 3195 (Cha) - NGC 3918 (Cen) |  | - NGC 5189 (Mus) - NGC 5307 (Cen) - NGC 6537 Červený pavouk (Sgr) - NGC 6565 (Sgr) - Zkažené vajíčko (Pup) |

## Fotogalerie

Severní obloha
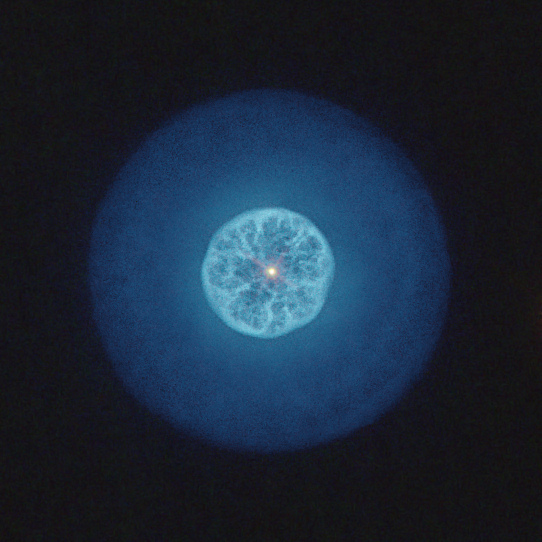
IC 3568 (Cam)
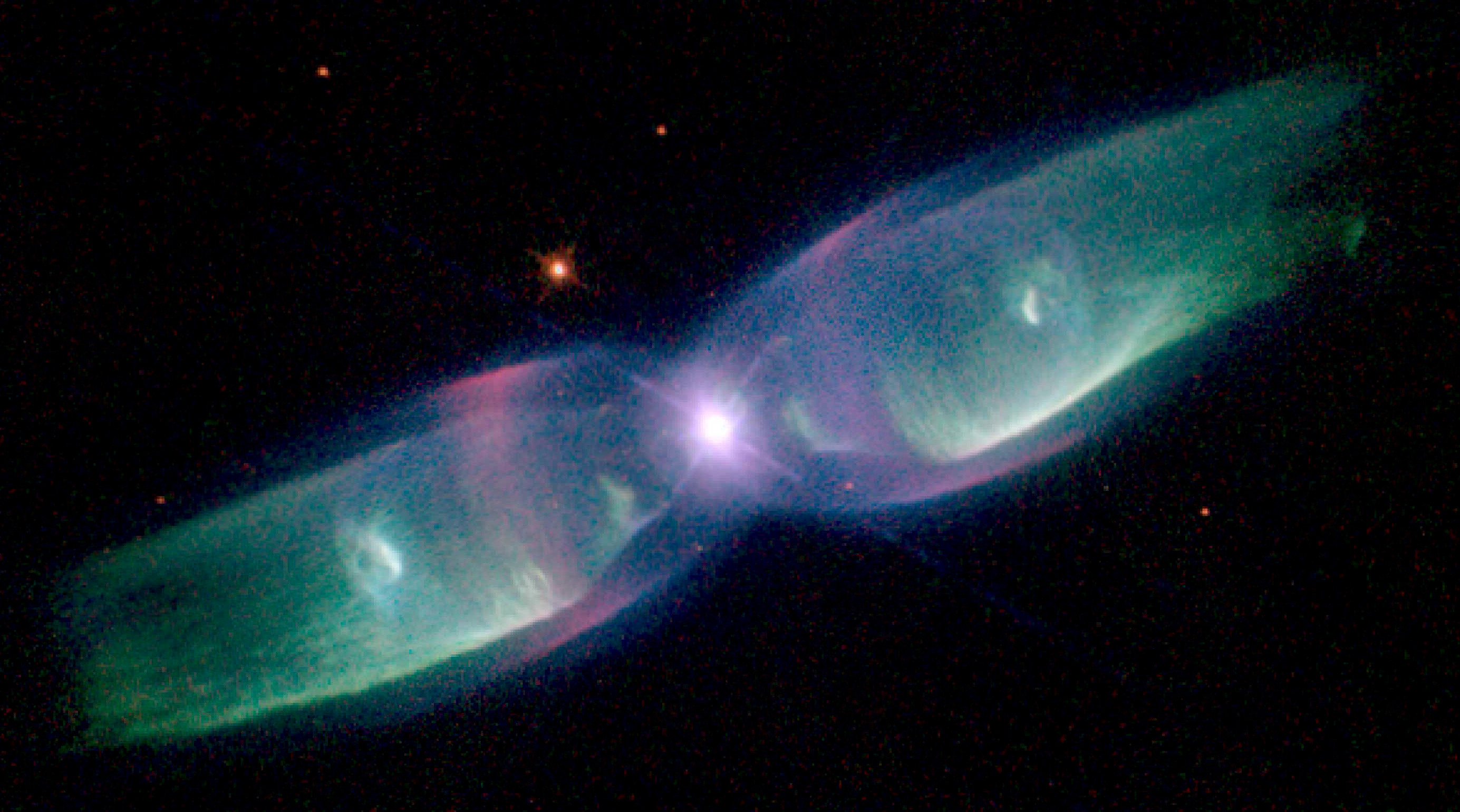
M 2-9 Motýlí mlhovina (Oph)
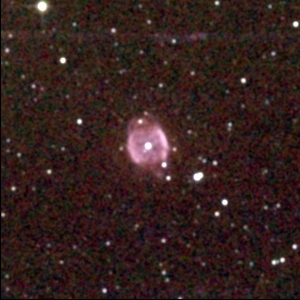
NGC 40 (Cep)
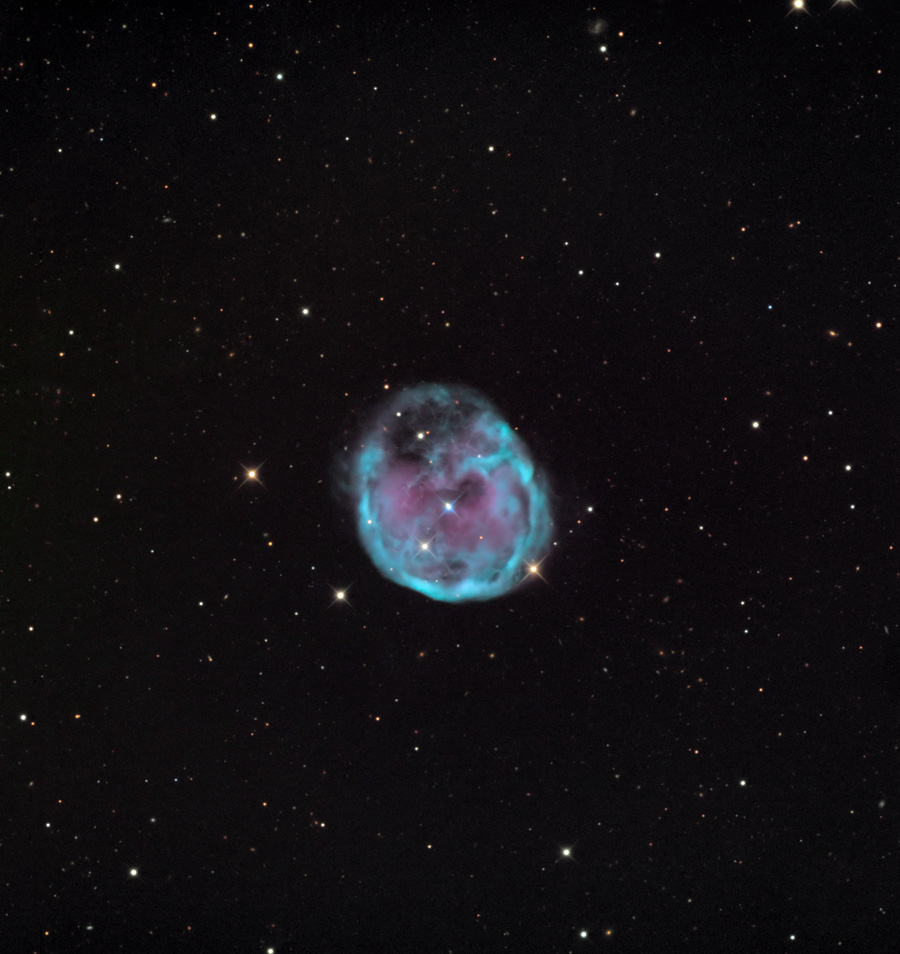
NGC 246 (Cet)
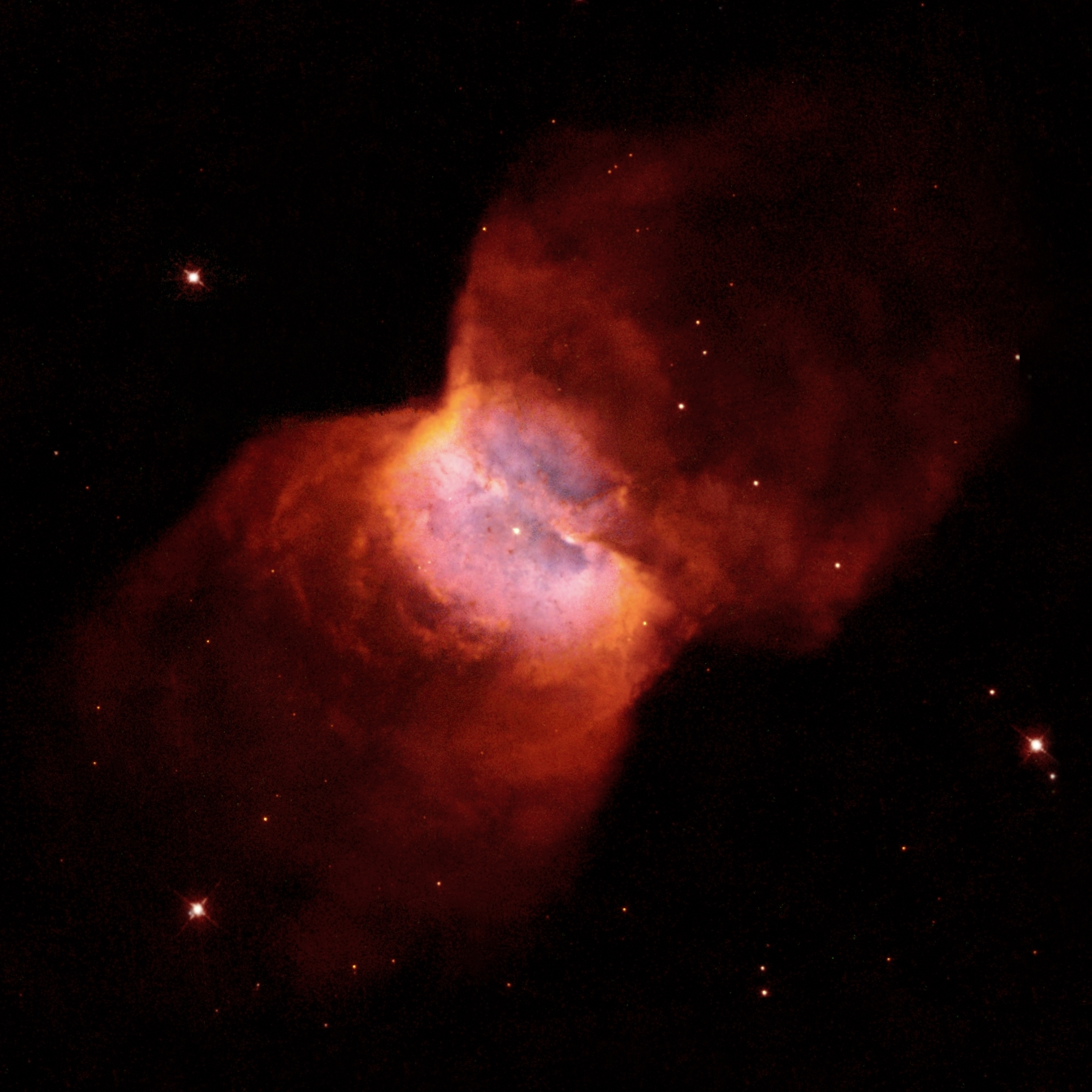
NGC 2346 (Mon)
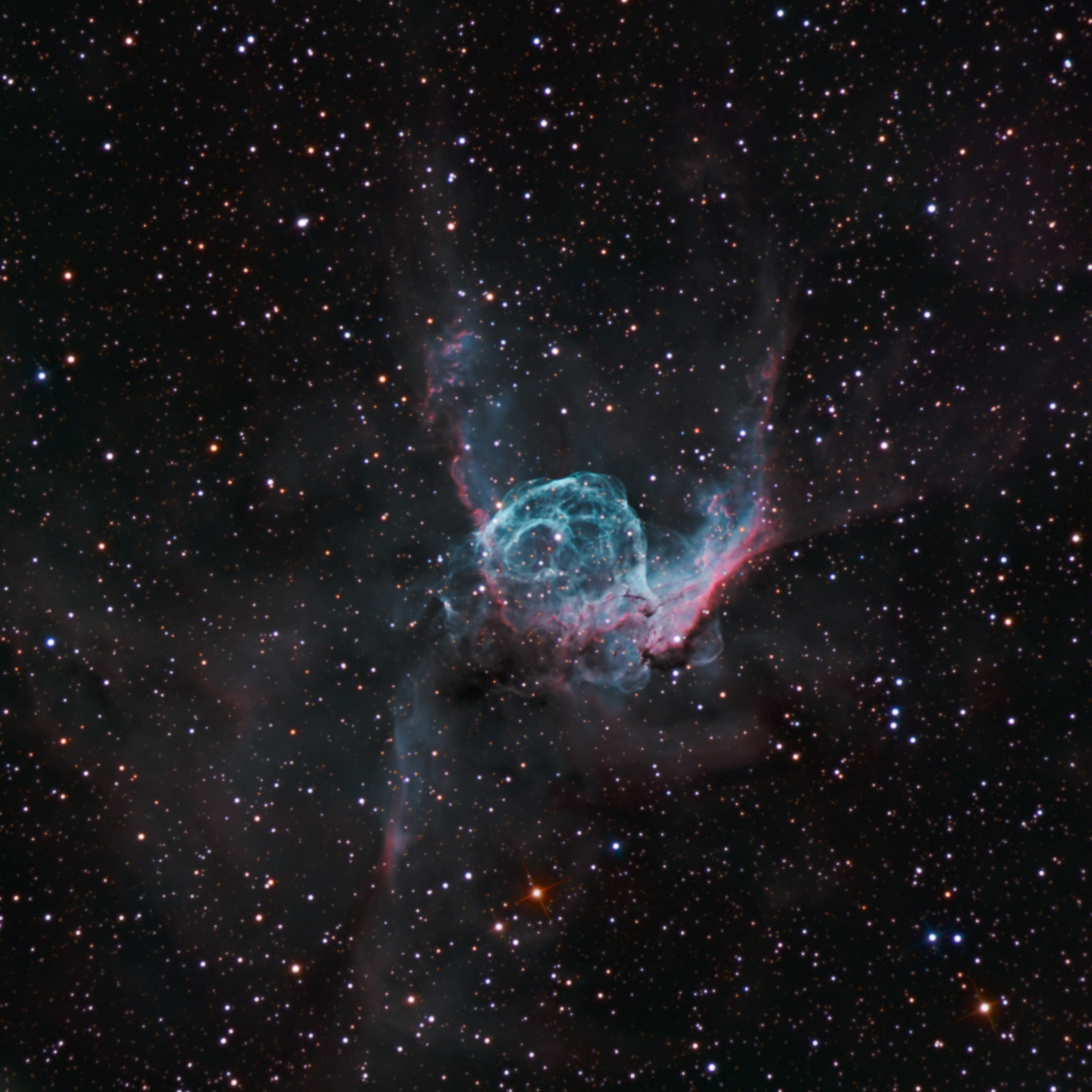
NGC 2359 Kachní mlhovina (CMa)
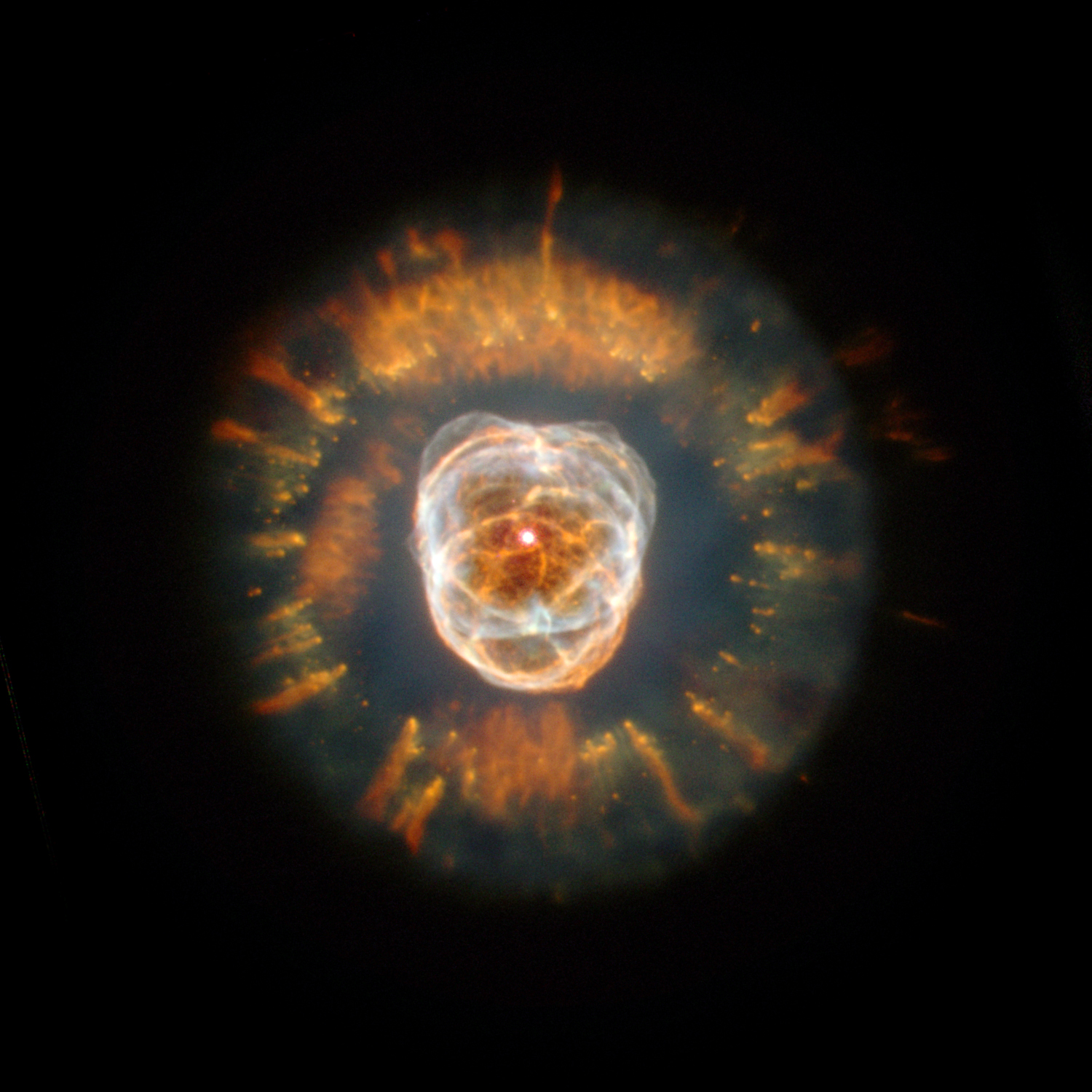
NGC 2392 Mlhovina Eskymák (Gem)
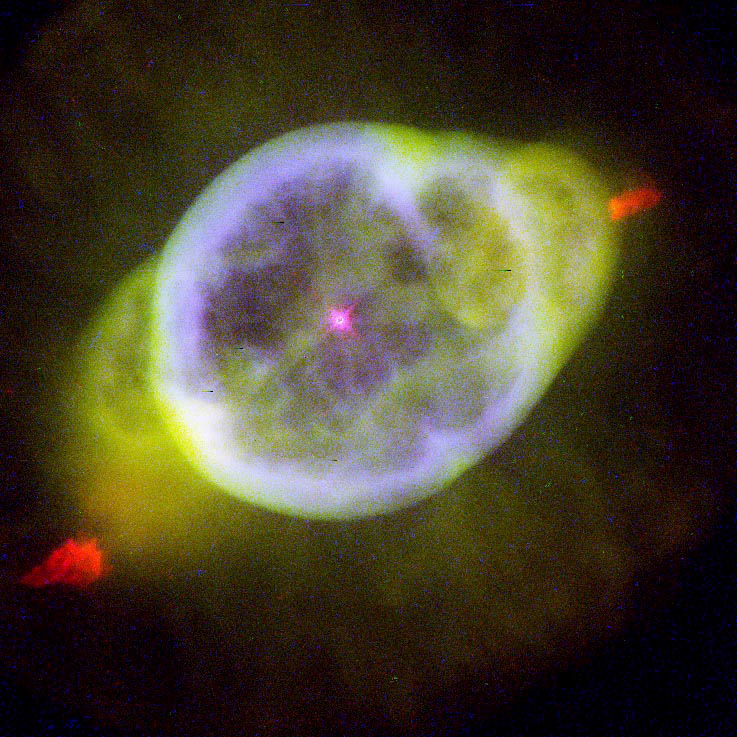
NGC 3242 Duch Jupitera (Hya)
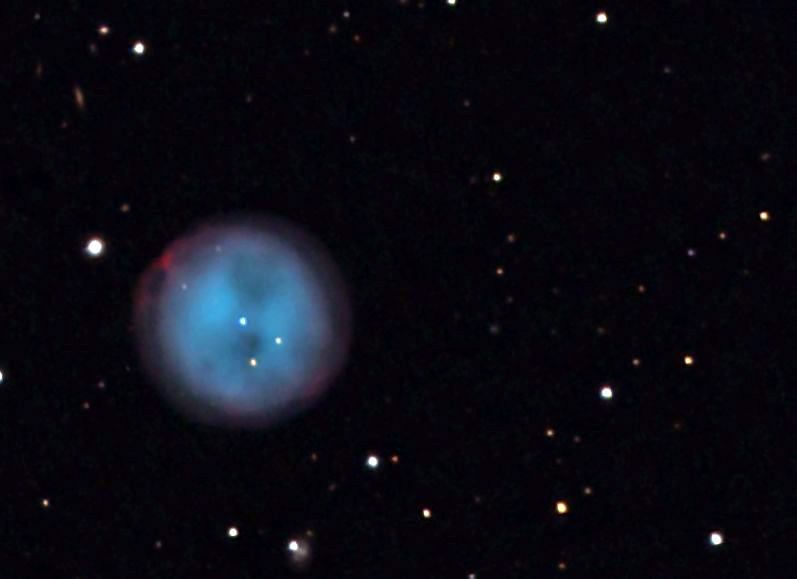
NGC 3587 Soví mlhovina (UMa)
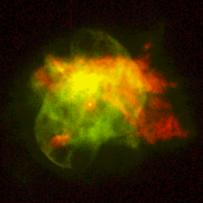
NGC 6210 (Her)
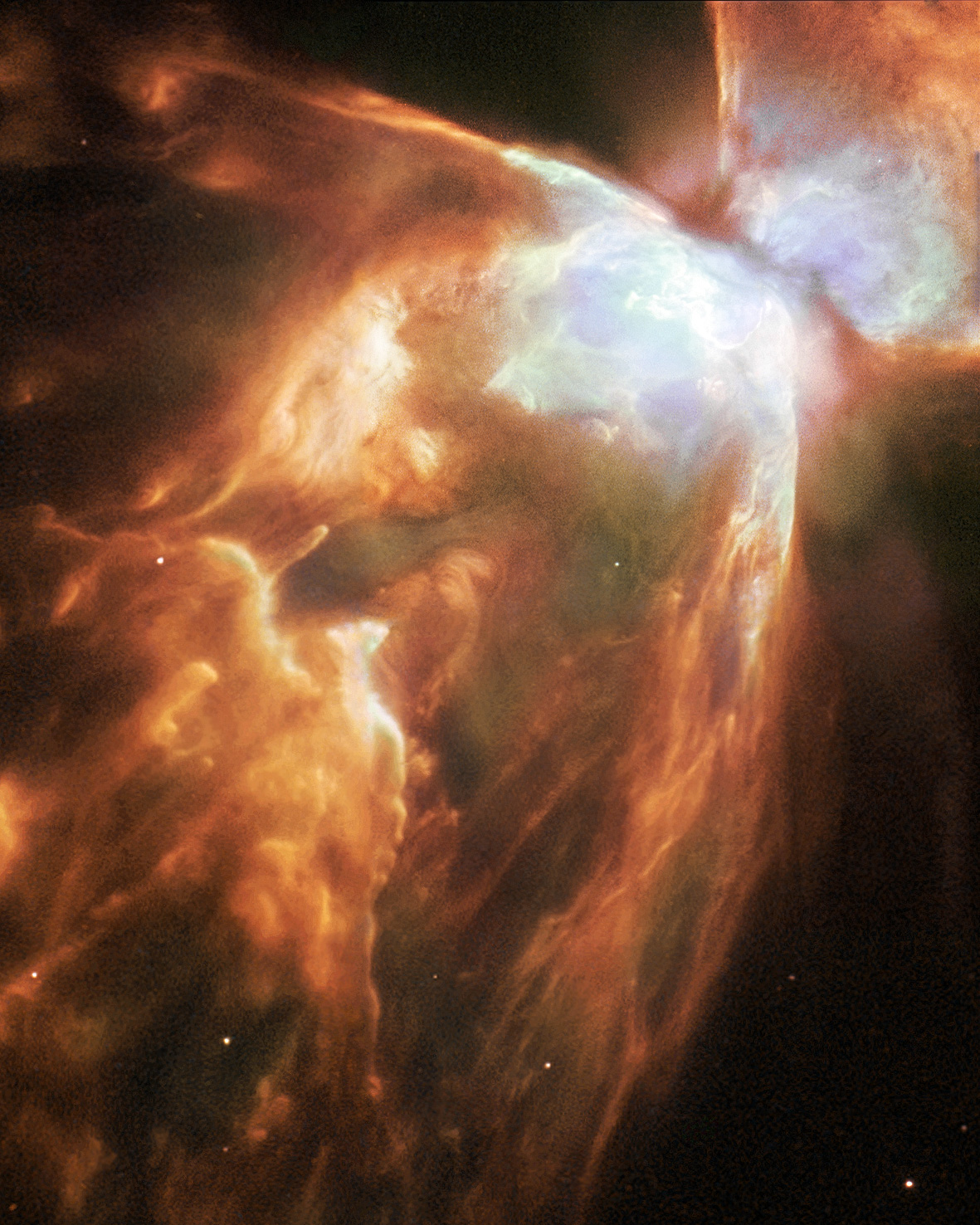
NGC 6302 Hmyzí mlhovina (Sco)
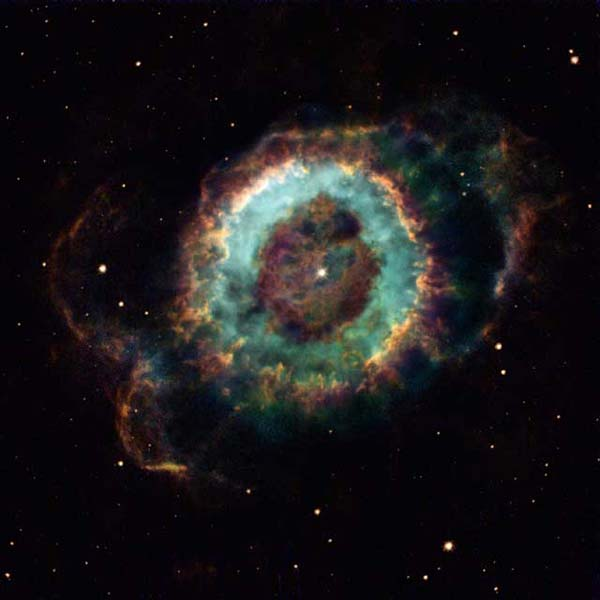
NGC 6369 Mlhovina Dušička (Oph)
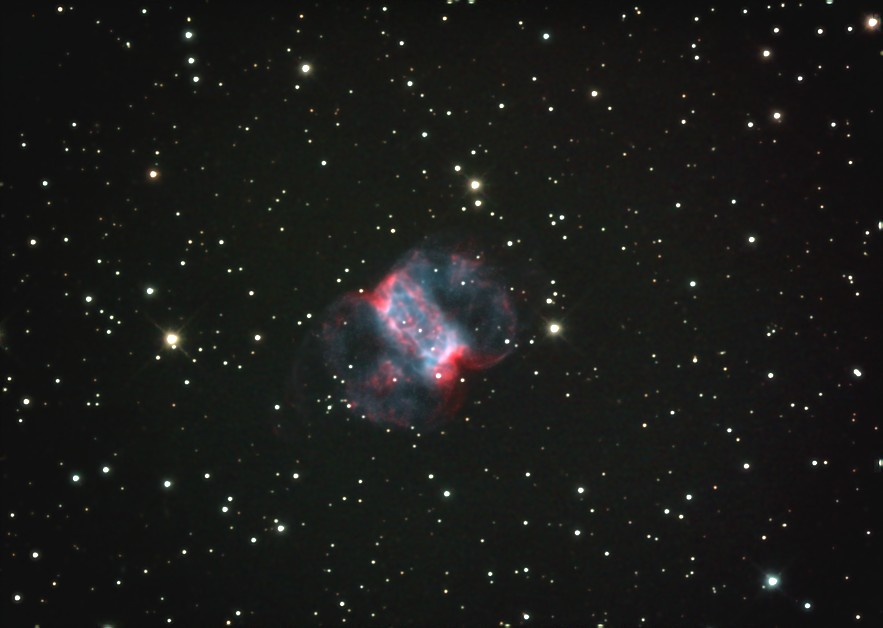
NGC 650/651 Malá činka (Per)
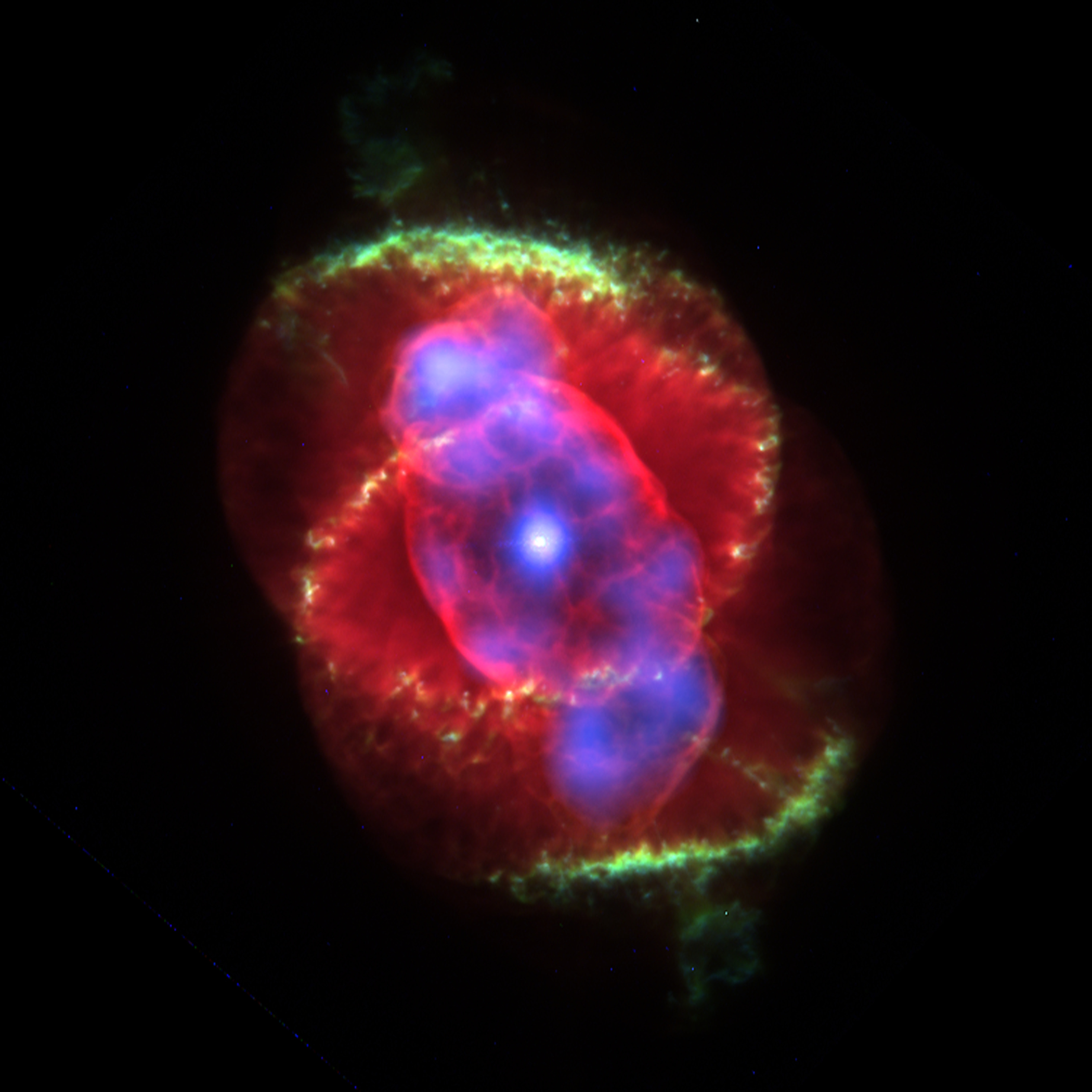
NGC 6543 Kočičí oko (Dra)
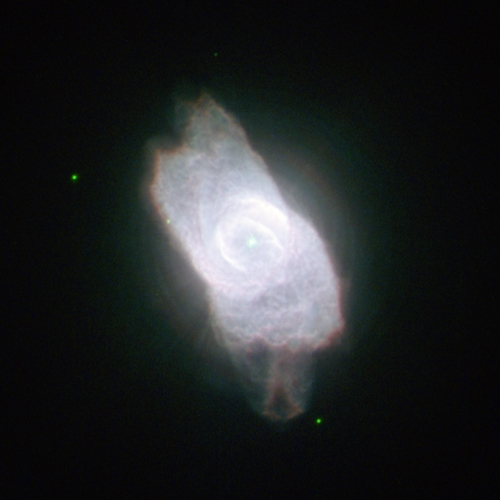
NGC 6572 (Oph)
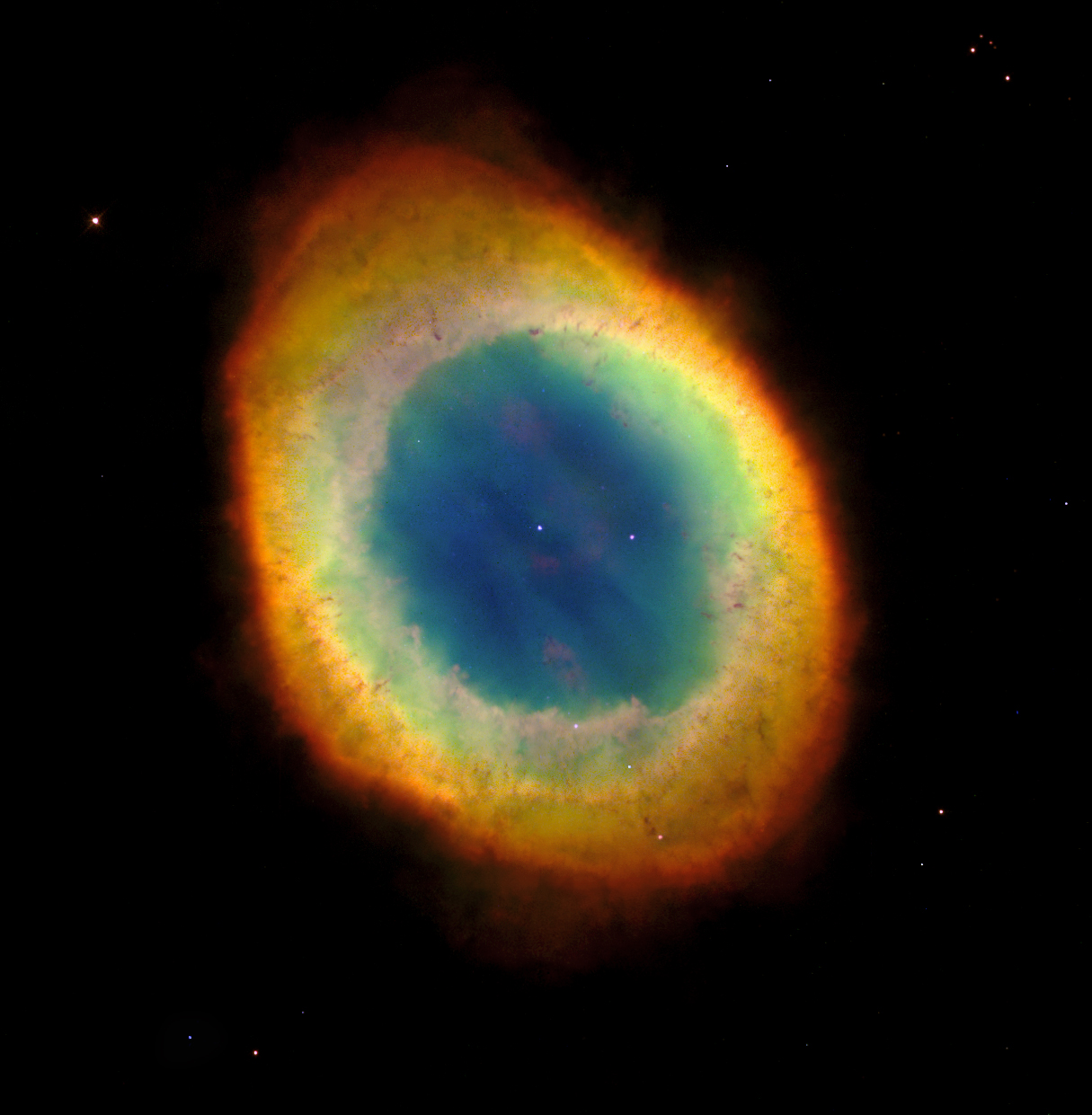
NGC 6720 Prstencová mlhovina (Lyr)
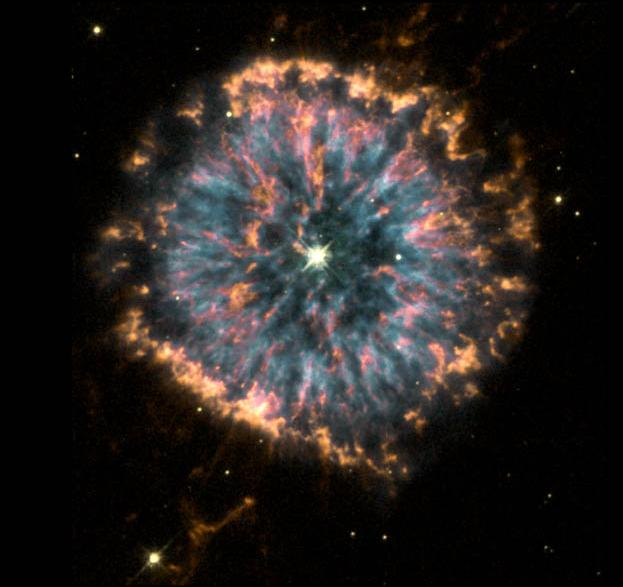
NGC 6751 (Agl)
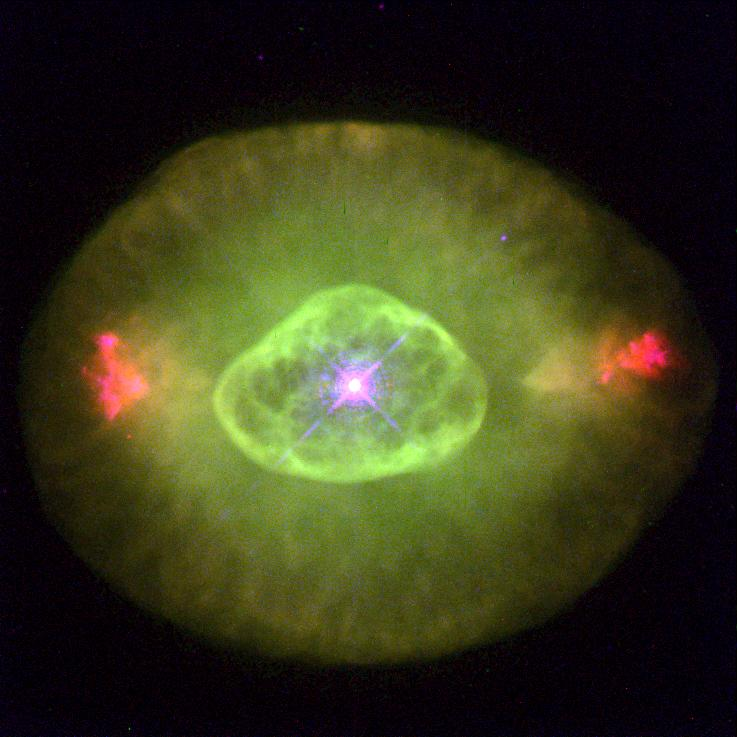
NGC 6826 Blikající mlhovina (Cyg)
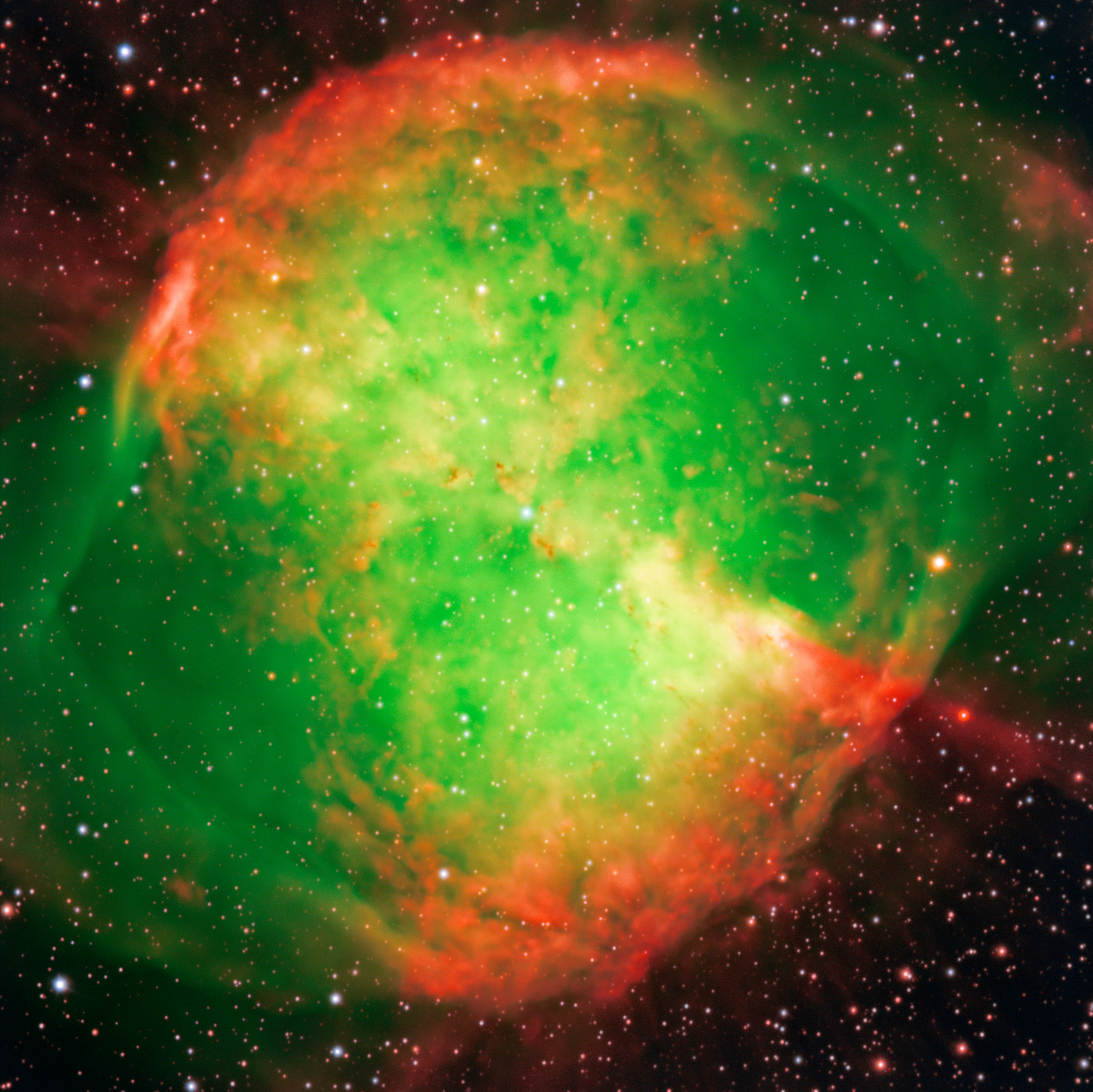
NGC 6853 Mlhovina Činka (Vul)
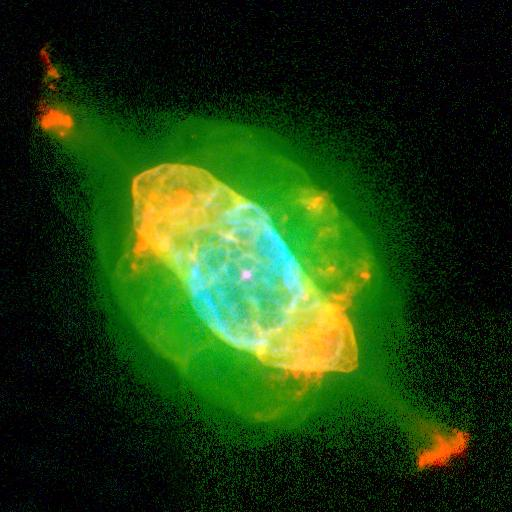
NGC 7009 Mlhovina Saturn (Aqr)
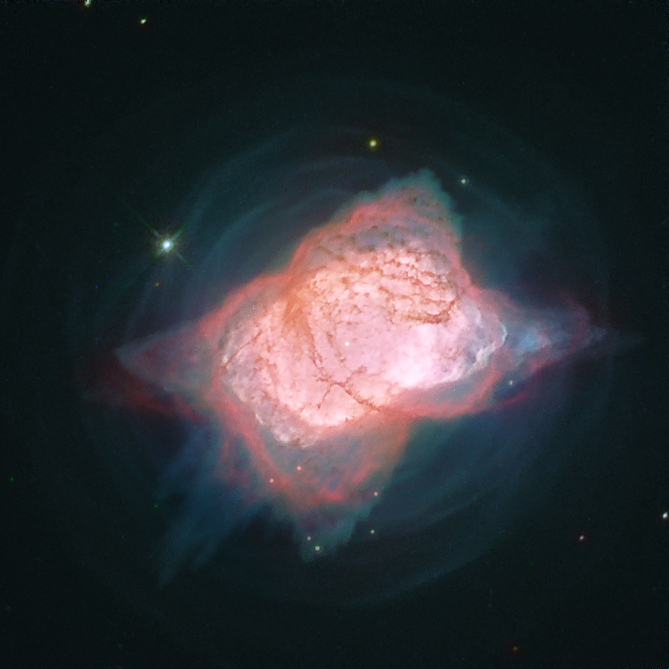
NGC 7027 (Cyg)
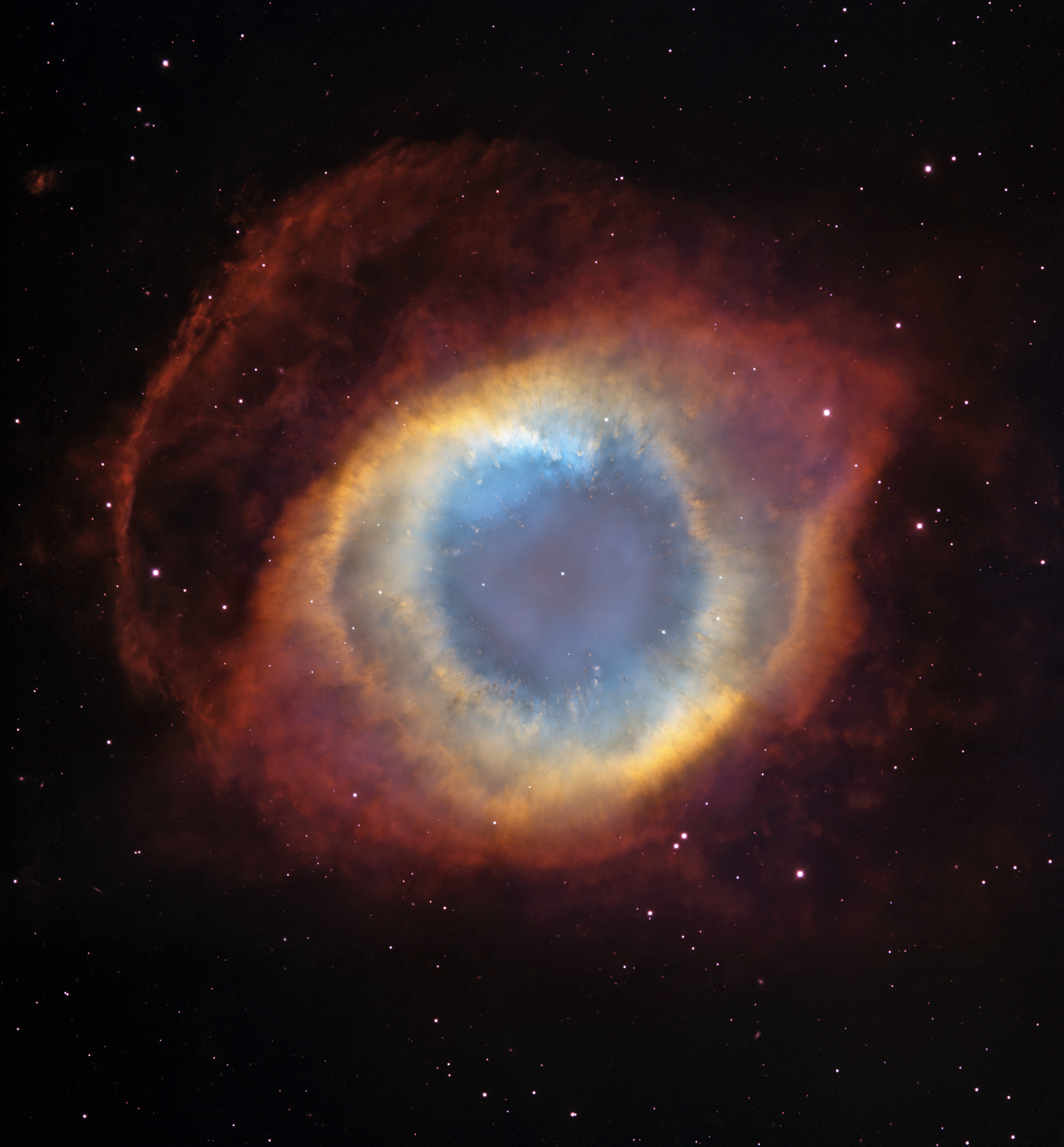
NGC 7293 Mlhovina Helix (Aqr)
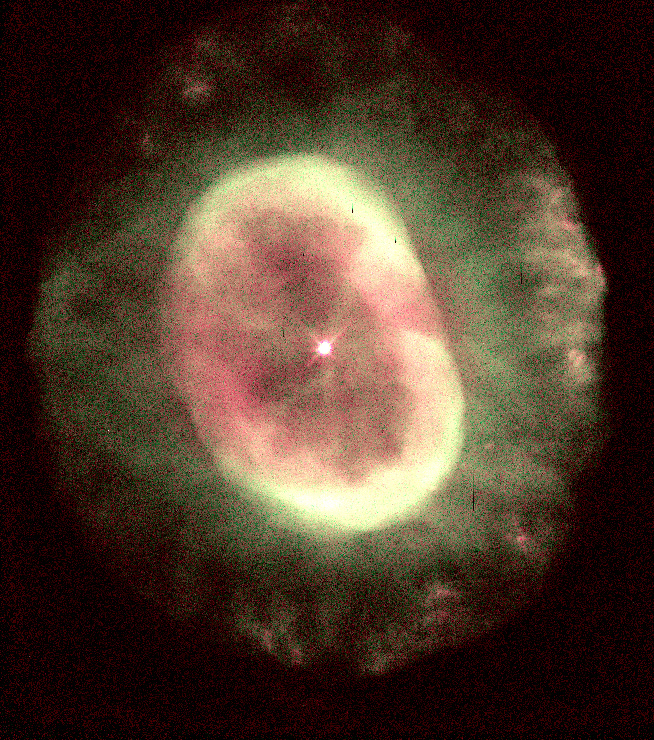
NGC 7662 (And)
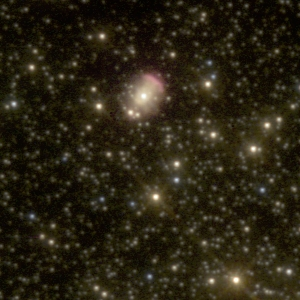
Pease 1 (Peg)
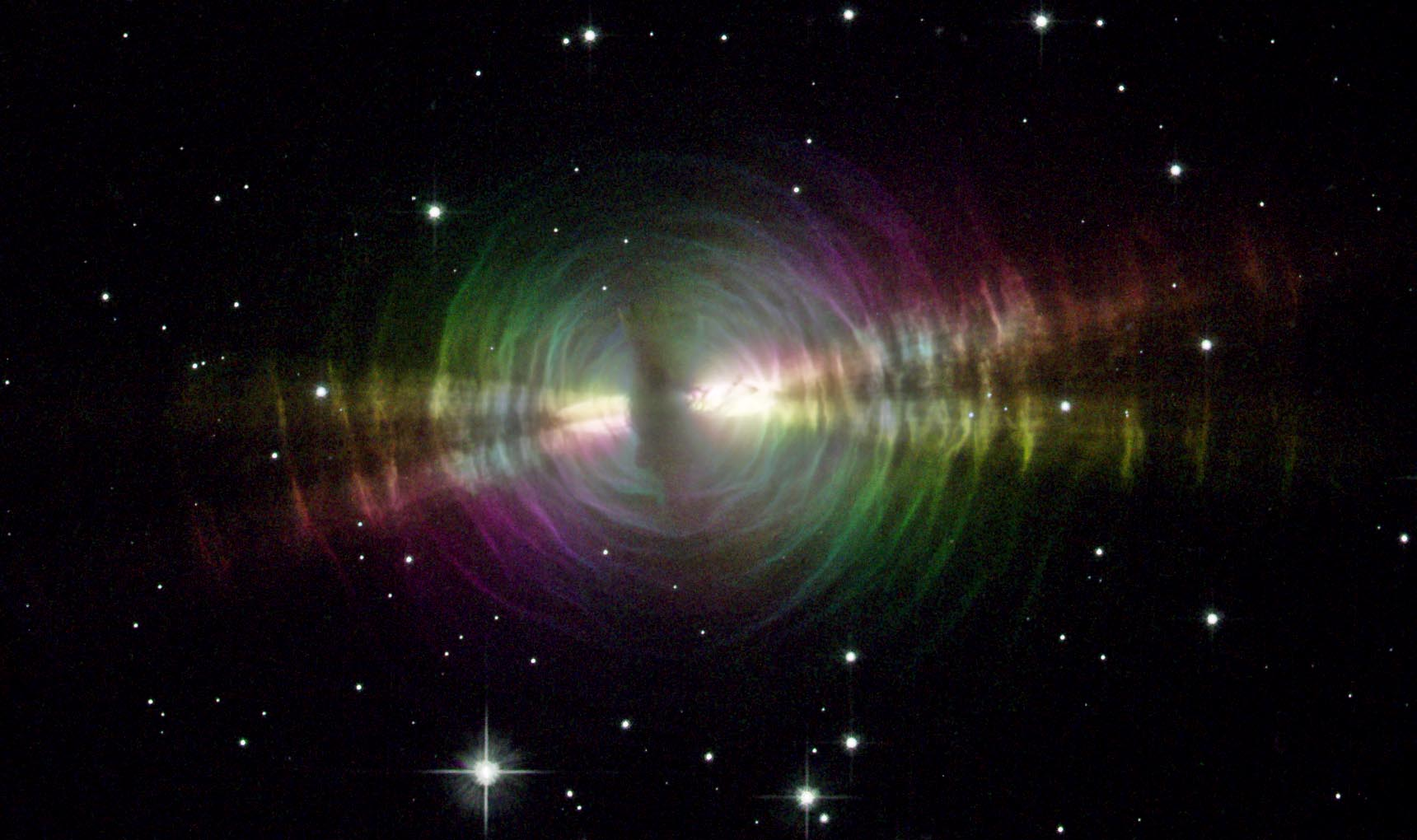
mlhovina Vajíčko (Cyg)

Jižní obloha
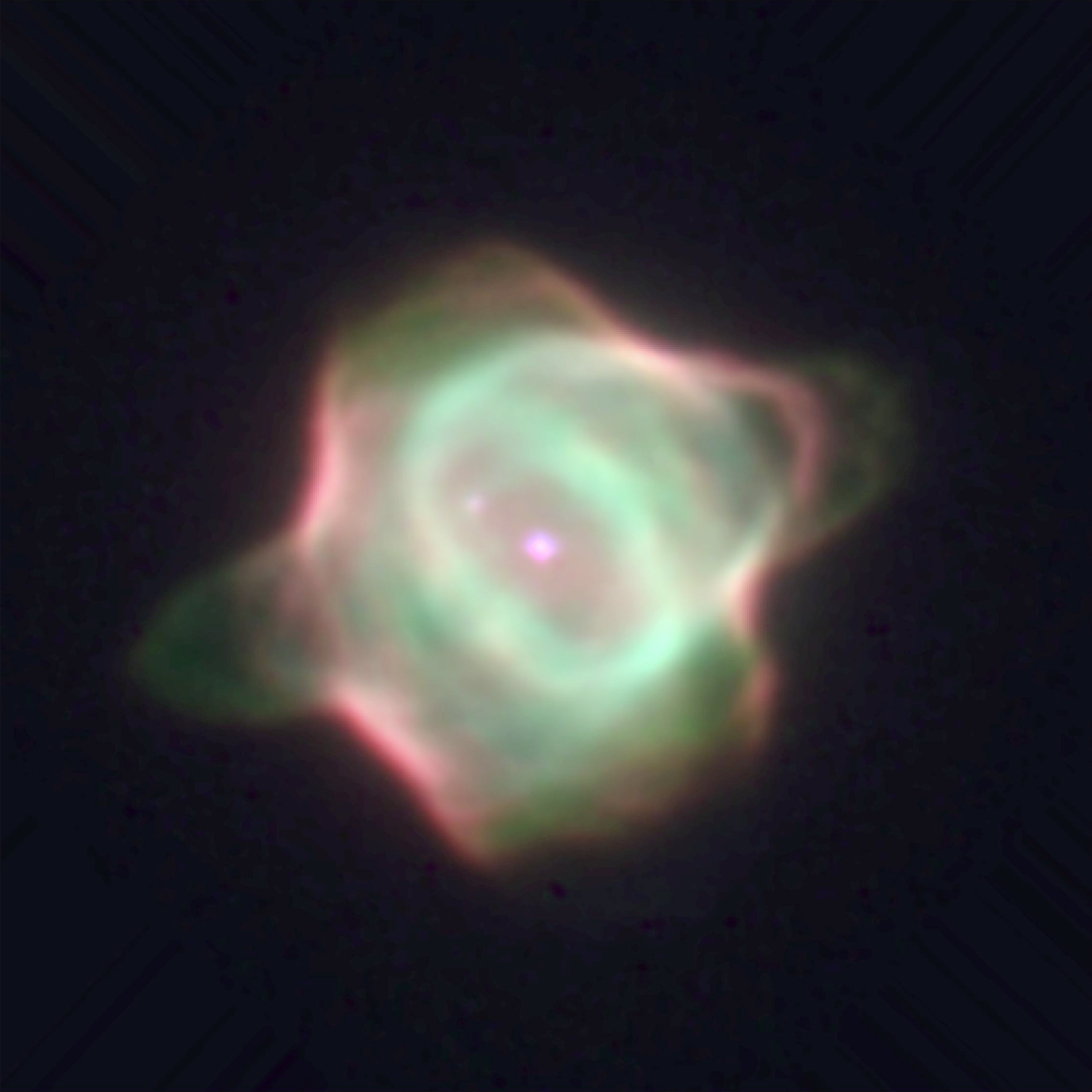
Hen-1357 Mlhovina Stingray (Ara)
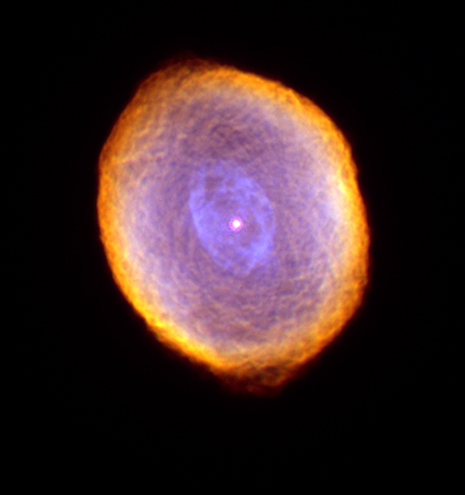
IC 418 Mlhovina Spirograf (Lep)
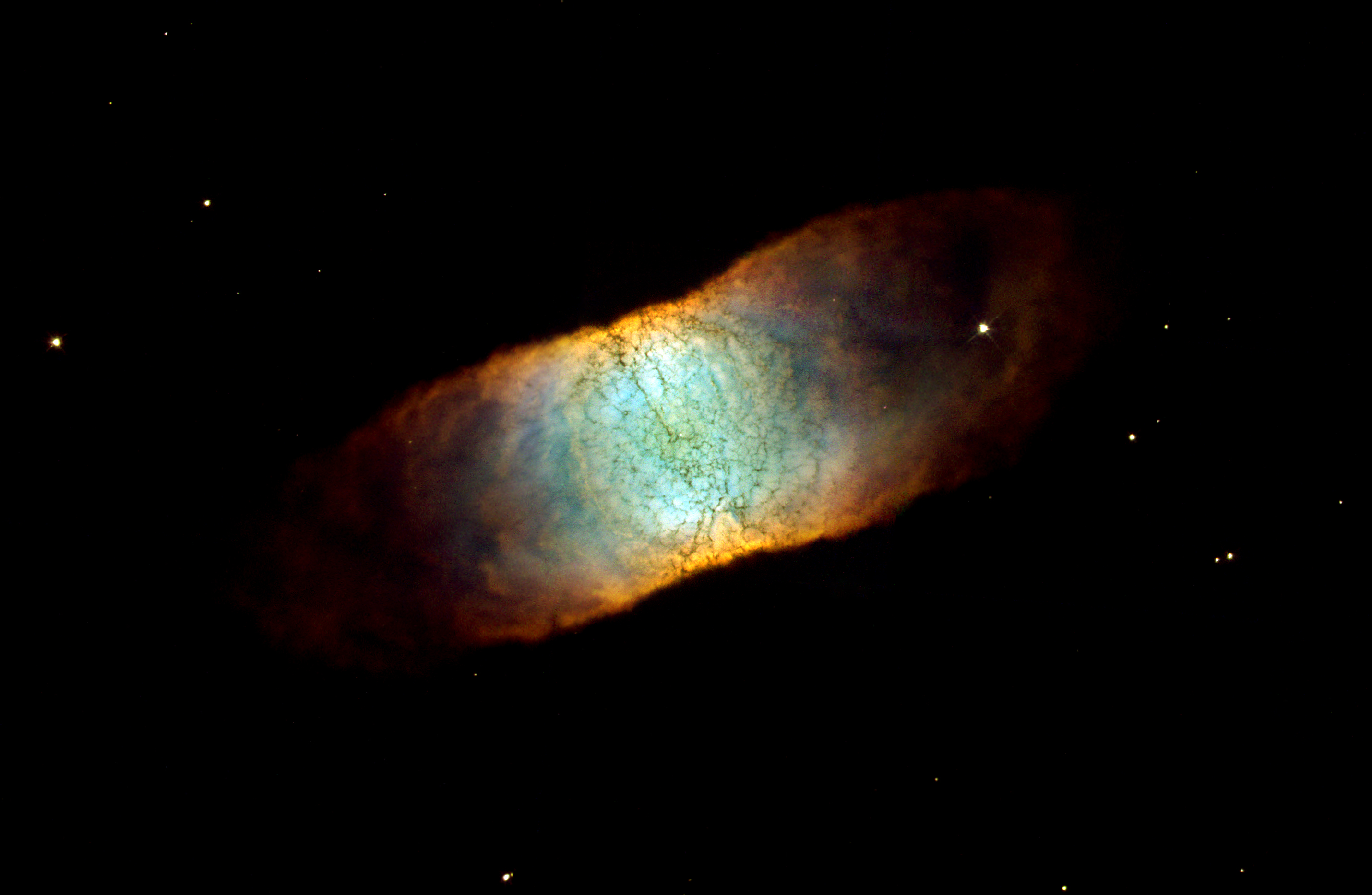
IC 4406 (Lup)
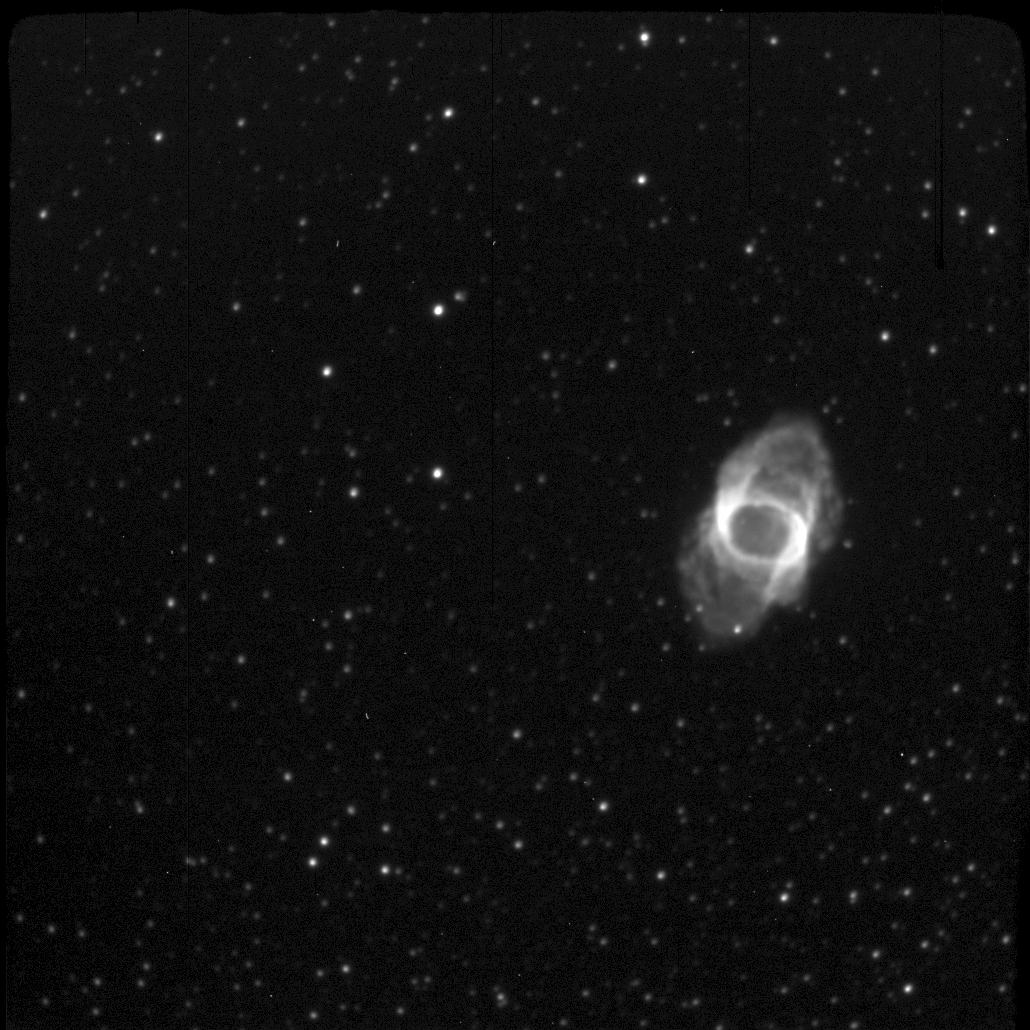
Menzel 1 (Nor)
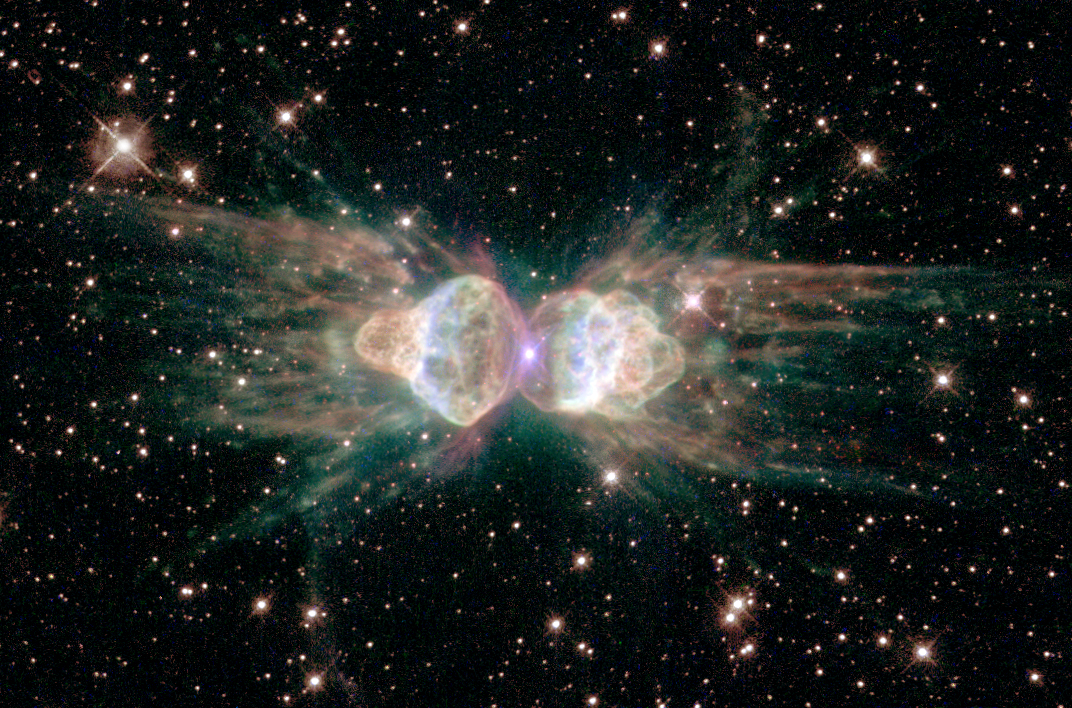
Menzel 3 Mravenčí mlhovina (Nor)
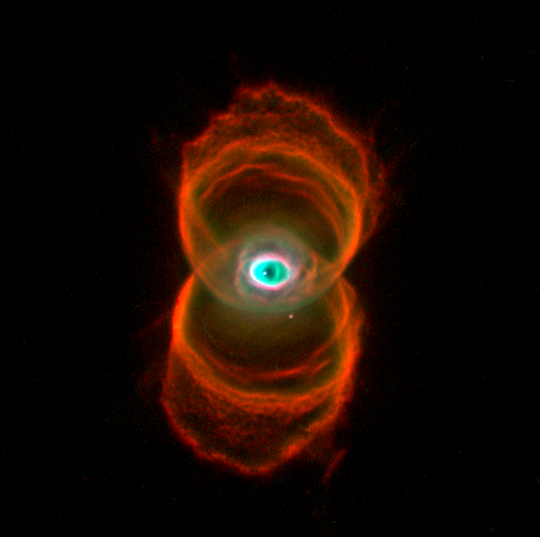
MyCn 18 Mlhovina Přesýpací hodiny (Mus)
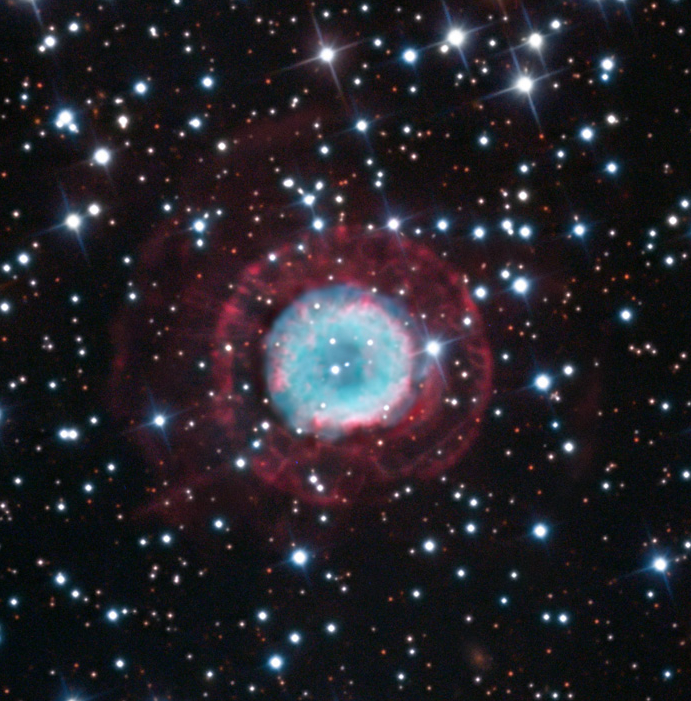
NGC 2438 (Pup)
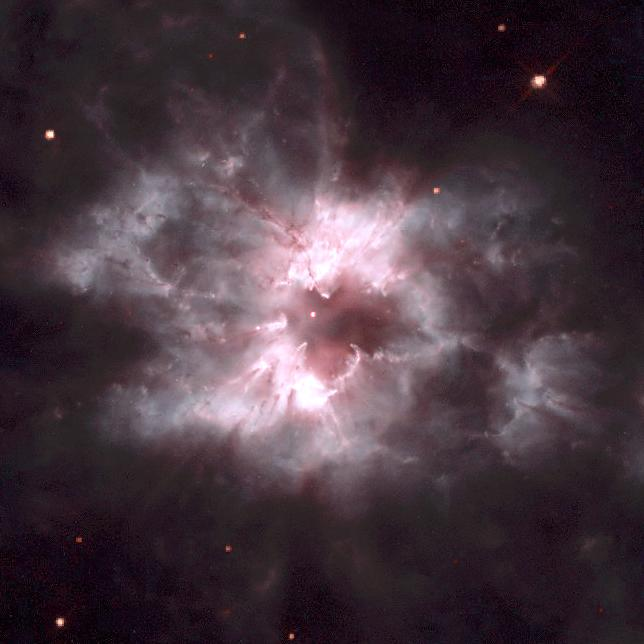
NGC 2440 (Pup)
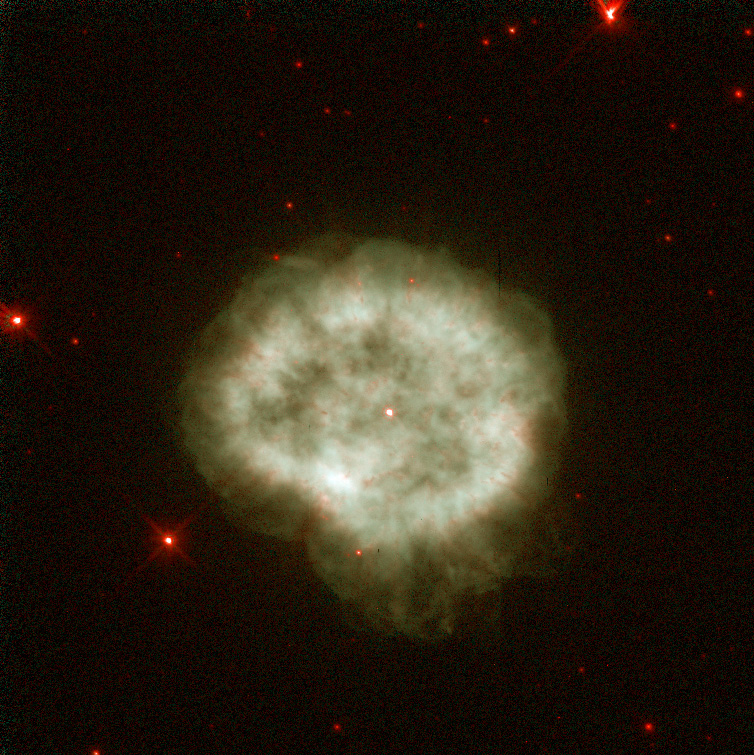
NGC 2867 (Car)
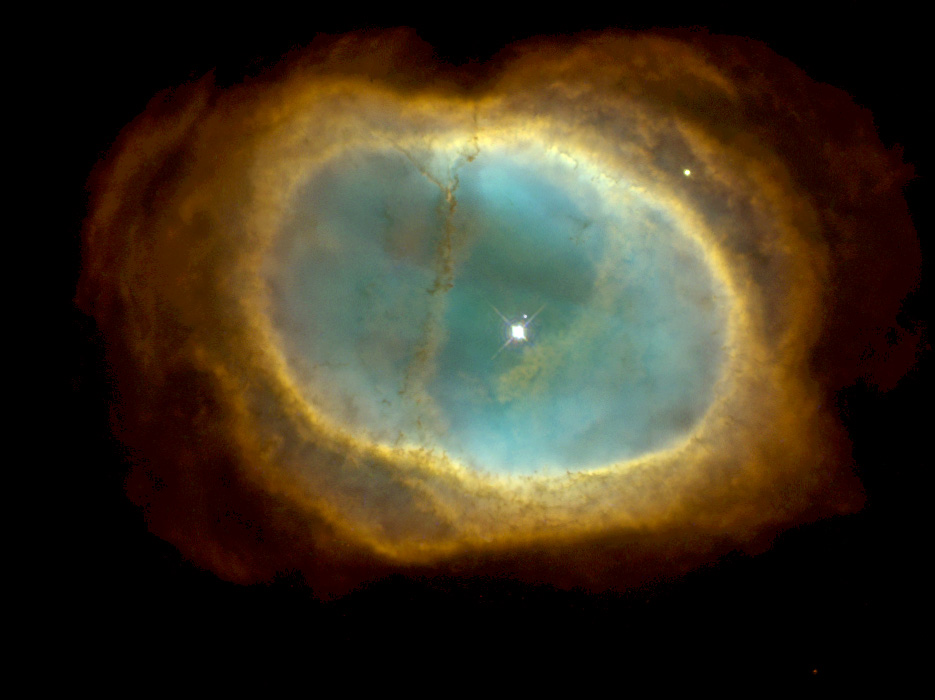
NGC 3132 (Vel)
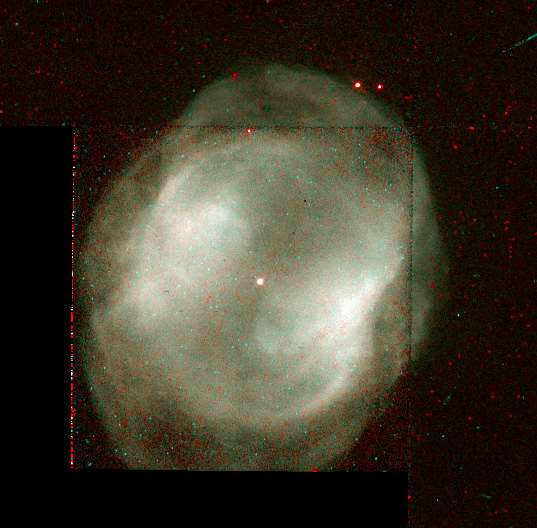
NGC 3195 (Cha)
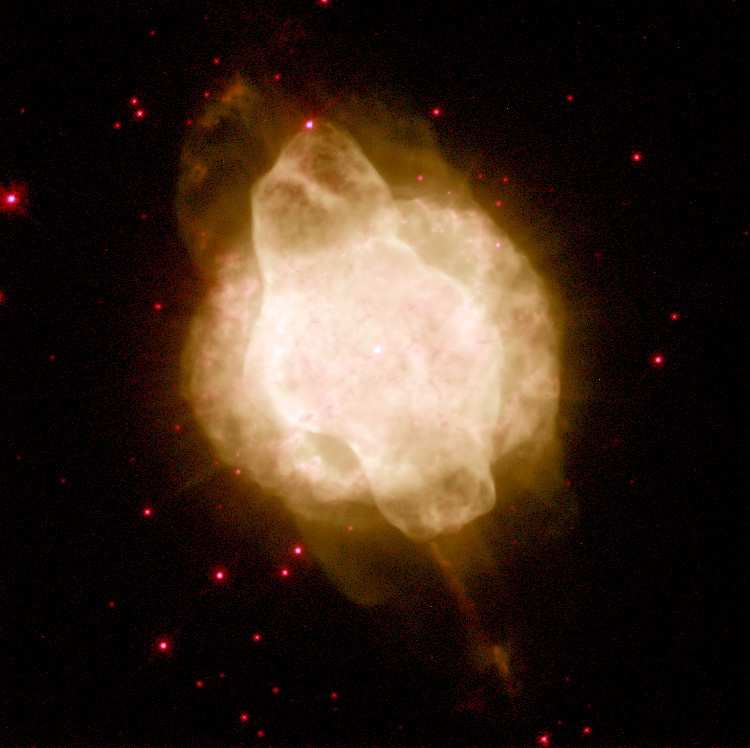
NGC 3918 (Cen)
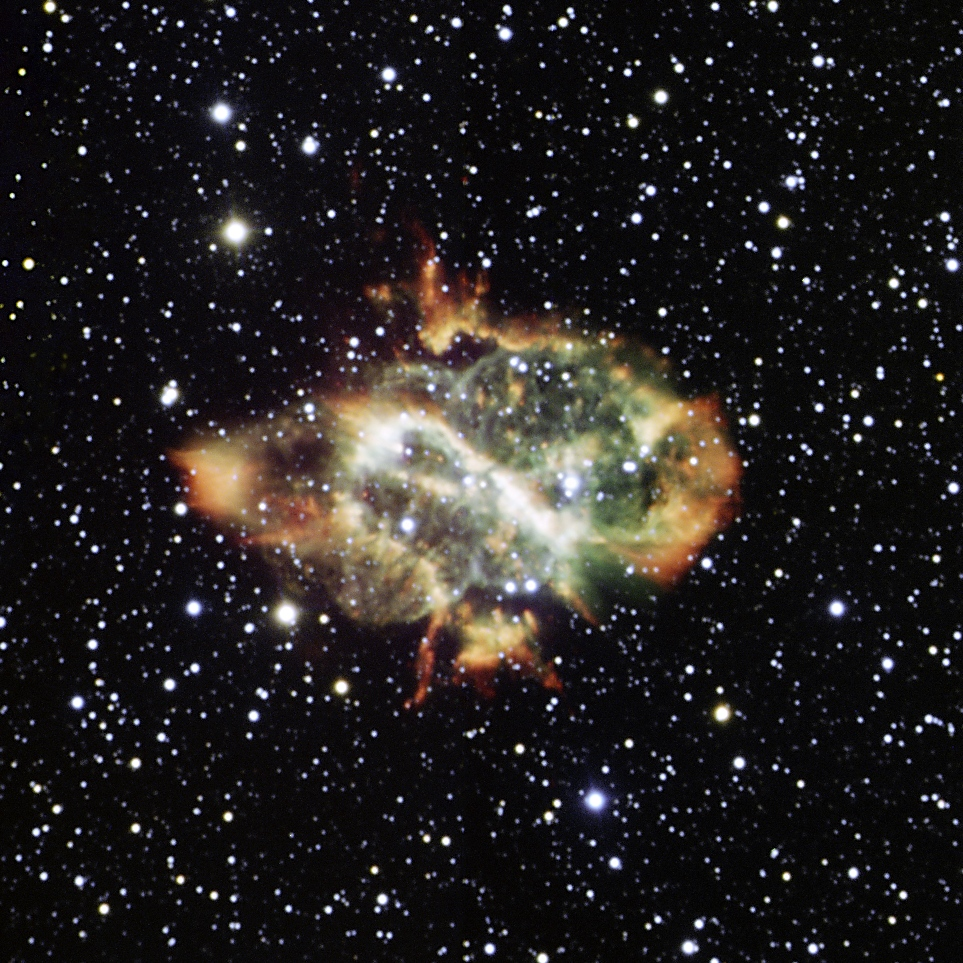
NGC 5189 (Mus)
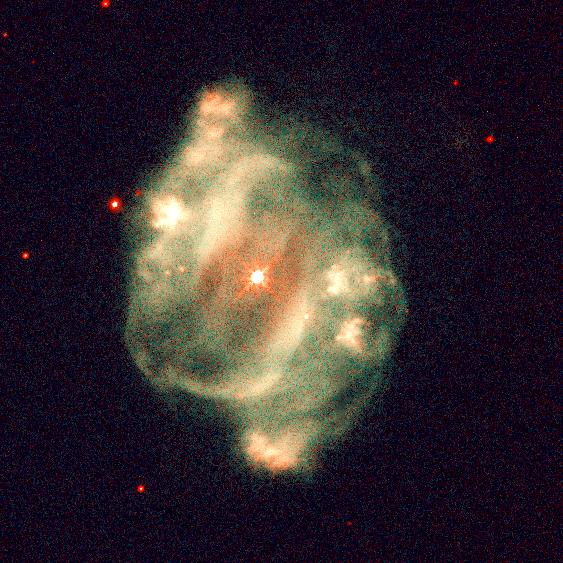
NGC 5307 (Cen)
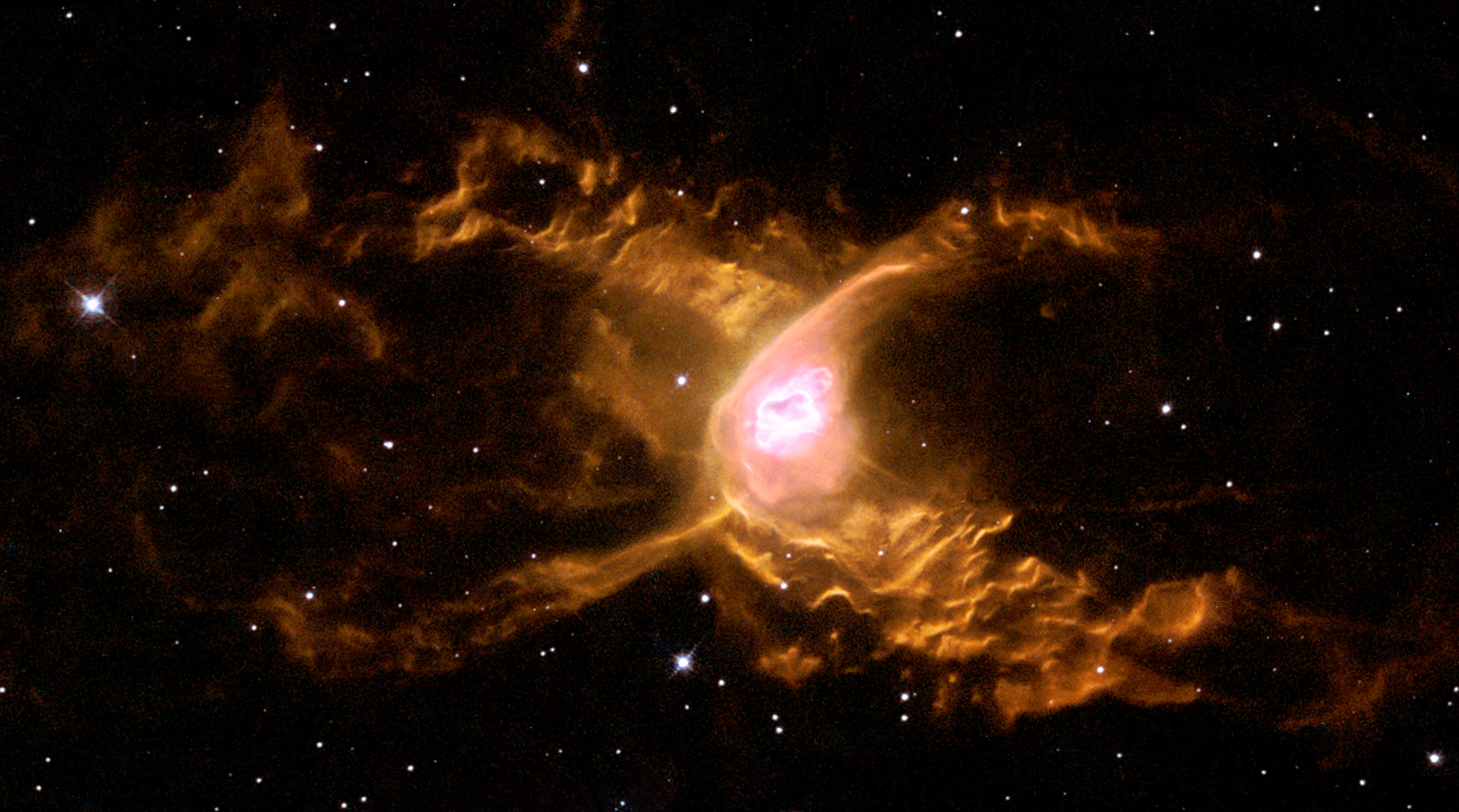
NGC 6537 Červený pavouk (Sgr)
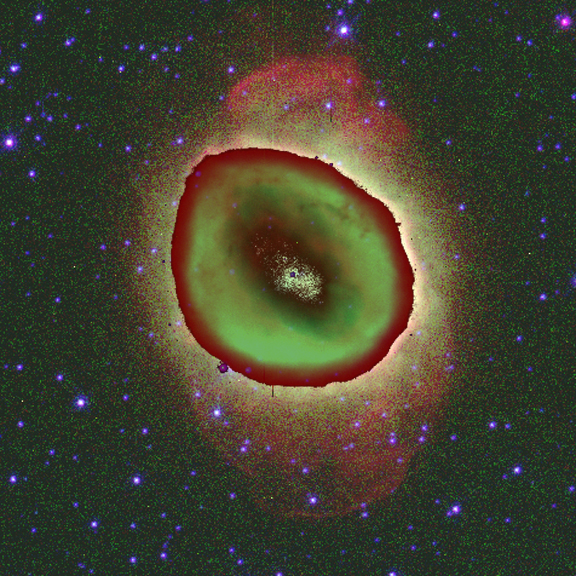
NGC 6565 (Sgr)
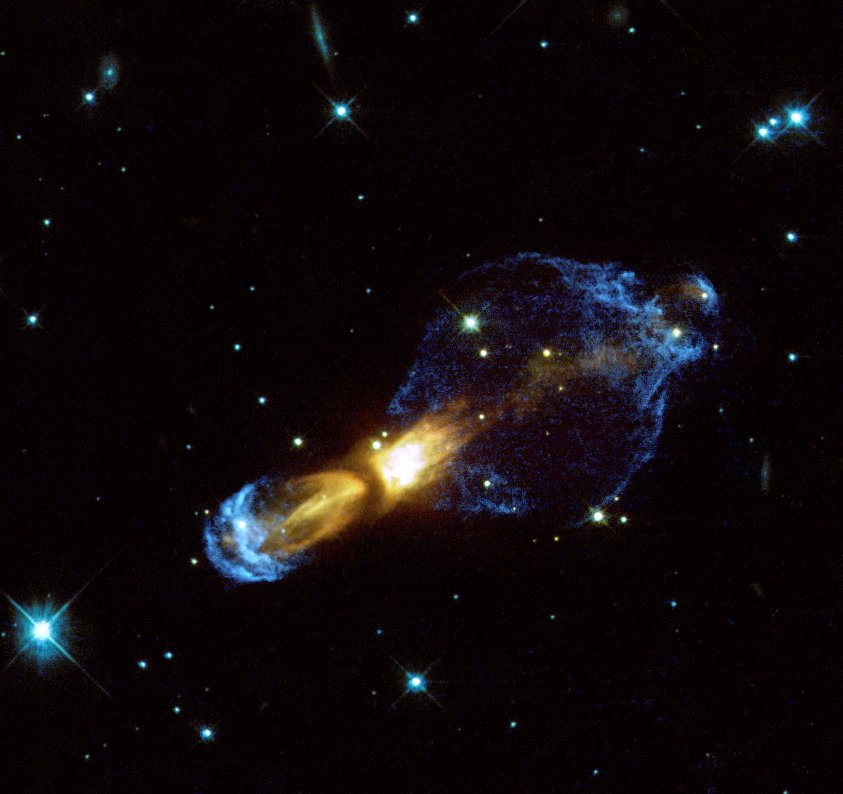
Zkažené vajíčko (Pup)